# Vedelago
Vedelago (Vedełago in veneto) è un comune italiano di 16 565 abitanti  della provincia di Treviso in Veneto.

## Geografia fisica

### Clima
Il comune di Vedelago ha un clima temperato subcontinentale. La temperatura media annua è di 13 °C, con precipitazioni che si aggirano sui 30 mm al mese, variando però a seconda della stagione. Il punto di maggior rilievo altimetrico è presso il Santuario della Madonna di Caravaggio in località Edificio (Fanzolo) con un altezza di 75 m s.l.m. mentre il punto altimetrico più basso si trova presso le sorgenti del Sile dove il livello del terreno non supera la soglia dei 24 m s.l.m.

## Origini del nome
Il nome del comune, con il suffisso -ago assai frequente in Veneto, potrebbe derivare dal nome di un colono romano (Vitellius), proprietario di terreni della zona, se non di allevamenti di bovini (indicati, nel loro complesso, come fundus vitellianus o simili). Un'ipotesi meno solida vi individua la parola lacus "lago", in riferimento ad una zona acquitrinosa.
Secondo un'altra ipotesi erudita il nome del paese deriverebbe da un fossato che avrebbe dato il nome (latino) alla frazione, a lungo autonoma, di Fossalunga, e che veniva chiamata wite-lag, o fossa-lunga in longobardo . Altre ipotesi, come il toponomasta e glottologo Olivieri, ventilano la possibilità di ricondurre l'etimo del toponimo Vedelago alla spiccata presenza ab immemorabili di lagunette stagnanti che costellavano gli assi viari principali per giungere al crocevia della città.

## Storia

### La preistoria
Il territorio di Vedelago, ricchissimo di risorgive, ha favorito la presenza umana sin dai tempi più antichi. In località Fossa Storta di Cavasagra, nei pressi delle sorgenti del Sile, è stata ritrovata una notevole quantità di resti di utensili, armi e macine da mulino risalenti al neolitico. Proprio presso le sorgenti del fiume, altri reperti testimoniano la presenza di un grande insediamento palafitticolo (sette-ottomila abitanti) risalente all'eneolitico; si tratta, tra l'altro, di ossa di animali domestici, avanzi di cibo, utensili e urne appartenenti a una necropoli. Secondo la Soprintendenza Archeologica del Veneto, con la pubblicazione dei volumi della Carta Archeologica del Veneto del 1988, di rinvenimenti archeologici ne vennero effettuati moltissimi, diversi tra di loro, come anfore vinarie, frammenti di vasi fittili, ossuari, monete di età augustea e anche una sonda a cucchiaino, tombe ad inumazione di epoca romana ecc..

### L'età romana
Con l'arrivo dei Romani, Vedelago venne assegnata al territorio di Asolo e fu coinvolta nelle opere di centuriazione che riorganizzarono radicalmente l'ambiente rurale. L'orientamento di cardi e decumani si basò sul tracciato della via Postumia, realizzata nel 148 a.C. Tracce della centuriazione sono ancora evidenti nell'attuale disposizione di strade, campi e fossati, particolarmente nelle frazioni di Fanzolo e Barcon. La suddivisione territoriale operata in centurie, segno del processo di romanizzazione, vedeva il complessivo ager publicum fondato sulle adsignatio viritane e sulle adsegnatio coloniarie. Nelle prime, il veterano di guerra o il legionario non era vincolato, dopo l'assegnazione del prediae come provvigione per il servizio prestato alla difesa dell'impero, a costituire una casa colonica da dare in locazione o in affittanza ai massari per coltivare gli appezzamenti della pars dominica. Nelle seconde invece valeva il principio opposto secondo cui chi usciva dall'esperienza guerresca era vincolato a costituire uno o più case coloniche su un fondo donato direttamente dalla provincie romane. Per quanto riguarda i reperti archeologici, lungo la Postumia sono stati portati alla luce resti di abitazioni e sepolture.

### Simboli
Lo stemma è stato concesso con regio decreto del 31 marzo 1912.
Il gonfalone è un drappo troncato di bianco e di azzurro.

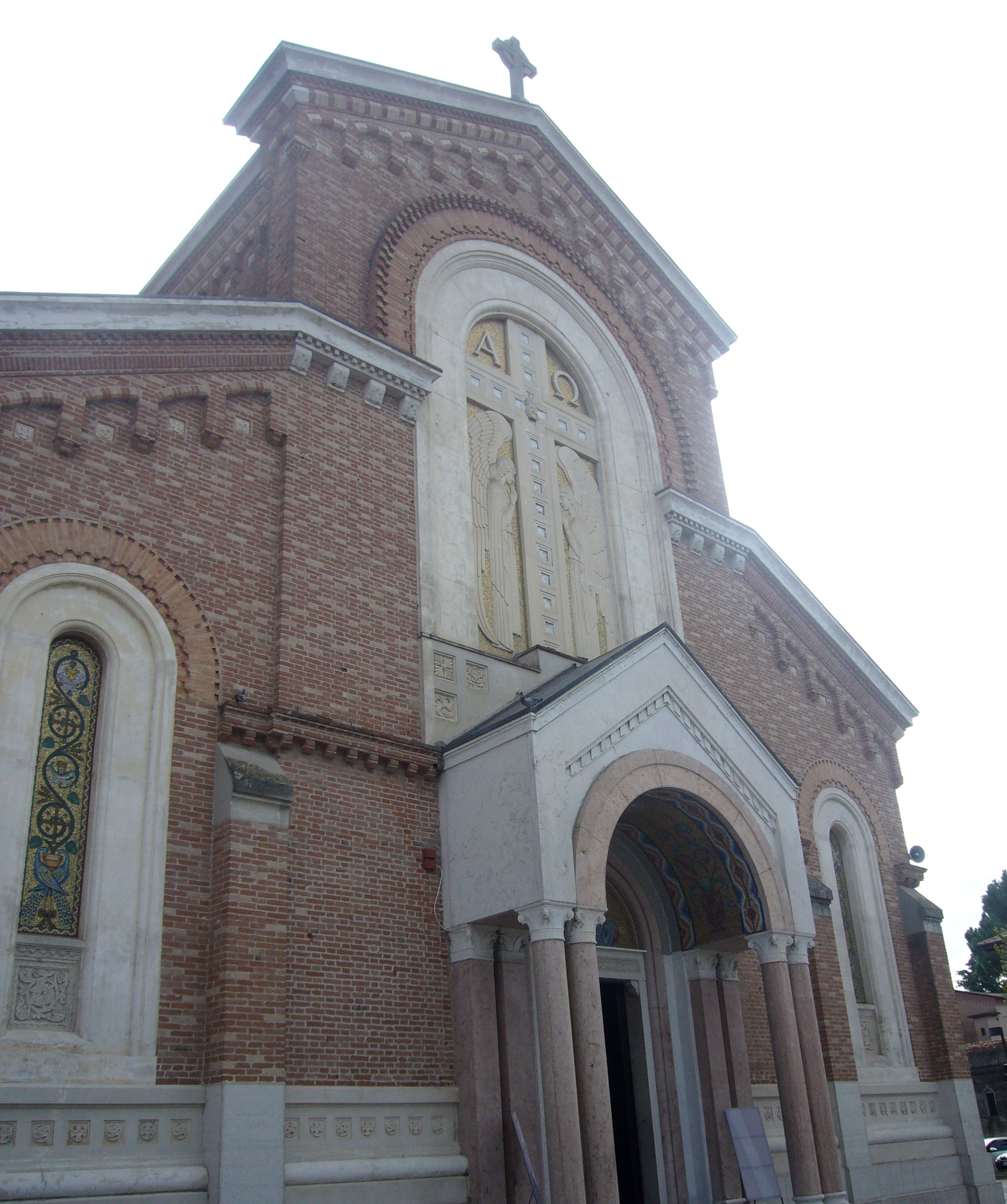
La chiesa parrocchiale di San Martino Vescovo

## Monumenti e luoghi d'interesse

### La chiesa
La nuova chiesa di Vedelago è stata costruita nel 1926, posa della prima pietra, ed il 1927 con l'espletamento dei lavori diretti dall'architetto Candiani, dopo la demolizione di un precedente luogo di culto di progettazione dell'architetto palladiano Massari. Il Candiani operò con solerzia e zelo affinché all'erigenda chiesa parrocchiale gli venisse assegnata la dignità arcipretale. Il Candiani si mobilitò per costruire il Palazzo Cappelletto-Calvi, sede tutt'ora della Biblioteca Comunale di Vedelago, realizzando una residenza dominicale con distesa broliva e impiantando piantumazioni arbustive anche pregiate. La villa e la distesa fondiaria alla fine venne comprata dall'amministrazione comunale di Vedelago e adibita a parco pubblico in tempi più correnti.
Lunga circa 55 m e con un'altezza di circa 20 m, all'esterno presenta dei muri in pietre di colore rosso chiaro, mentre all'interno l'aspetto più distintivo è rappresentato da 12 colonne, collegate tra loro da alcune arcate. L'aspetto e la configurazione prospettica della cattedrale è di tipo neogotico e neoromanico con uno scomparto anteriore a salienti (presenza di 4 spioventi). La chiesa è divisa in una navata per ogni lato (due sono) e in una navata centrale con l'aula addossata ai margini di muratura mosaicata in tessere policrome e auree (a ricordare i mosaici delle chiese bizantine-ravennate). Il pavimento lapideo appare conformato da un pseudomosaico a tessere con la solenne presenza di iconografie mariane (cristiane) e iconografie cristologiche (si veda le chiavi decussate e grafemi che indicano la nascita e la morte di Cristo). Il catino absidale risulta ampiamente mosaicato in tessere policrome, realizzato su progetto di Bruno Ortes con realizzazione della ditta Bortolotti-Petrovich di Murano, su precedente affresco. Nella volta absidale abbiamo l'iconografia del triduo cristiano rappresentato dal cristo pantocratore intronizzato, dalla figura della Vergine sulla sinistra e dalla figura del vescovo San martino dove la parrocchiale porta dedicazione. La chiesa presenta quattro altari, uno dedicato a Santa Teresa e uno dedicato a San Giuseppe presenti nell'ala destra e sinistra del presbiterio. Gli altri due sono dedicati alla Madonna del Sacro Cuore e alla Madonna di Lourdes e sono ubicati ai margini del transetto. La soffittatura della chiesa è a cassettoni lignei e presenta iconografie mariane, cristologiche e agiografiche. In alto abbiamo la presenza del claristorio con monofore di modesta dimensione presenti ai lati di ogni colonnato, questi a capitello a dado scantonato. La statua di Lourdes, presente assieme al corredo votivo e alla statua della genuflessa Bernadette Subiru, è stata realizzata dallo scultore Vincenzo Moroder di Ortisei mentre la statua di Santa Teresa è un opera magistrale dello scultore Ferdinando Demetz sempre di Ortisei, in provincia di Bolzano.
A differenza di molte chiese della zona, quella di Vedelago presenta un originale ed affascinante stile romanico-gotico, apparendo piuttosto cupa.

#### Ville Venete
- Villa Cornér della Regina: Villa veneta di impronta palladiana, ristrutturata e ultimata dall'architetto Francesco Maria Preti. La villa è circondata da un giardino all'italiana arredato da gruppi di statue, una piscina monumentale e un lungo filare prospettico che corre verso le sorgenti del Sile.
- Villa Emo: Villa del '500 progettata e realizzata da Andrea Palladio. Fu commissionata dalla famiglia Emo di Venezia, di cui è rimasta proprietà fino al 2004.
- Villa Pomini Alessandrini: Villa ottocentesca posta nella frazione di Fossalunga.

## Società

### Evoluzione demografica
Abitanti censiti

In base al numero di abitanti, Vedelago si piazza all'11º posto tra i 95 comuni della provincia di Treviso. Tuttavia, la sua superficie (una delle più vaste) gli conferisce una densità abitativa piuttosto bassa, quantomeno rispetto agli altri comuni più popolosi.

### Etnie e minoranze straniere
Al 31 dicembre 2023 gli stranieri residenti nel comune erano 1 502, ovvero il 9,3% della popolazione. Di seguito sono riportati i gruppi più consistenti:
1. Romania 525
2. Cina 163
3. Kosovo 99
4. Marocco 93
5. Macedonia del Nord 71
6. Albania 70

## Geografia antropica

### Frazioni
- Albaredo: frazione di circa 2 000 abitanti; il nome sembra derivare dalla natura del luogo, ovvero dal latino arbor (albero) o albulus (pioppo). Si tratta di un insediamento di origine romana, come testimoniano i numerosi resti (monete, una tomba a inumazione, pozzi ed embirici) e la famosa centuriazione romana asolana, che comprende tutta la zona di collegamento tra Asolo e l'ovest trevigiano. La parrocchiale di Albaredo è del XVII secolo ed è probabilmente stata eretta sui resti di quella precedente. Inoltre numerose sono le ville nobili presenti nella zona, tra cui Villa Grimani, Villa Morosini e Villa Pinarello.
- Barcon : frazione di circa 1 300 abitanti, sviluppatasi attorno ai possedimenti della nobile famiglia veneziana dei Pola (Castropola) intorno al XVI secolo (ma le prime notizie sono del XII secolo); il patrono è San Michele Arcangelo. Le principali attività economiche sono gli allevamenti di bovini e tacchini e l'agricoltura in genere; negli ultimi anni si è sviluppato il settore dell'edilizia (5 aziende edili per 1 000 abitanti).
- Casacorba : frazione di circa 1 260 abitanti; nel suo territorio si trovano le sorgenti o "fontanassi" del fiume Sile, zona di valore naturalistico protetta da un parco regionale.
- Cavasagra : frazione di circa 2 000 abitanti, nota in modo particolare per la presenza di Villa Corner; nel corso dell'Ottocento fu sede comunale.
- Fanzolo
- Fossalunga

## Economia
L’economia locale non ha abbandonato l’agricoltura: si coltivano cereali, frumento, ortaggi, foraggi, viti e frutteti. È praticato anche l’allevamento, soprattutto di bovini, suini e avicoli. Il tessuto industriale è costituito da aziende del settore alimentare (tra cui quelle per la lavorazione e conservazione della frutta e degli ortaggi e i mangimifici), meccaniche (tra cui quella di macchine per l’agricoltura e la silvicoltura).

## Amministrazione

### Sindaci dal 1987
| Utente           | Contatti/Info   | Altri gruppi           | Amministratore dal                             | Riconfermato/a il                                 | Prossima riconferma | NoteData inizio mandato |
| ---------------- | --------------- | ---------------------- | ---------------------------------------------- | ------------------------------------------------- | ------------------- | ----------------------- |
| 26 novembre 1987 | 10 lu 1990      | Boin prof. Domenico    | Democrazia Cristiana                           | Sindaco in sostituzione del dimissionario Pignata |                     |                         |
| 10 luglio 1990   | 12 giugno 2004  | Remigio Parisotto      | Democrazia Cristiana poi Vedelago Lista Civica | Sindaco                                           |                     |                         |
| 12 giugno 2004   | 8 novembre 2012 | Quaggiotto geom. Paolo | Centro-destra                                  | Sindaco                                           |                     |                         |
| 8 novembre 2012  | 28 maggio 2013  | Pietro Signoriello     | -                                              | Commissario prefettizio                           |                     |                         |
| 28 maggio 2013   | 12 giugno 2018  | Cristina Andretta      | Grande coalizione                              | Sindaco                                           |                     |                         |
| 12 giugno 2018   | 29 maggio 2023  | Cristina Andretta      | Centro-destra                                  | Sindaco                                           |                     |                         |
| 29 maggio 2023   | in carica       | Giuseppe Romano        | Centro-destra                                  | Sindaco                                           |                     |                         |

### Altre informazioni amministrative
Il territorio dell'attuale Vedelago ha subito numerose variazioni dal punto di vista amministrativo. Sotto il Regno Lombardo-Veneto esso risultava diviso tra i Comuni di Albaredo (con Casacorba, Campigo e San Marco), Fossalunga (con Sant'Andrea di Cavasagra, come era allora denominata la borgata) e Vedelago (con Fanzolo e Barcon). In seguito Albaredo cedette Campigo a Castelfranco.
Con l'avvento del Regno d'Italia Fossalunga venne soppresso e il suo territorio inglobato ad Albaredo che, dal canto suo, cedette San Marco a Resana (RDL 3835 del 7 settembre 1866). L'anno successivo gli uffici comunali furono spostati a Sant'Andrea di Cavasagra e il Comune veniva così ridenominato (RDL 3937 dell'8 settembre 1867).
L'ultima variazione amministrativa ha visto la soppressione del Comune di Sant'Andrea di Cavasagra e l'aggregazione dei territori a Vedelago (RDL 429 del 26 agosto 1871).

## Sport

### Calcio
La principale squadra di calcio della città è l'A.S.D. A.C. Vedelago, che milita nel girone F di Prima Categoria veneta. Arrivando prima nella stagione 2023-2024, militerà in Promozione nella stagione 2024-2025.

### Basket
La principale squadra di basket della città è la Fortitudo Vedelago ASD. Fondata nel 1987, permette l'inserimento dei bambini/ragazzi in questa attività
a partire dal minibasket fino agli amatori. La prima squadra milita nel girone di Promozione Treviso